# 브라질의 정당
브라질은 다당제 국가이며, 의회는 양원제로 운영되고 있다.

## 주요 정당
- 브라질 사회자유당 - 극우 반공주의, 우익 포퓰리즘 정당
- 노동자당 (브라질) - 중도좌파 사회민주주의, 21세기 사회주의 정당
- 브라질 민주운동당 - 중도주의 포괄정당
- 브라질 사회민주당 - 중도주의 사회자유주의 정당
- 사회민주당 (브라질, 2011년) - 우익 보수주의, 사회보수주의 정당
- 진보당 (브라질) - 우익 신자유주의 우익 포퓰리즘 정당
- 브라질 사회당 - 중도좌파 사회민주주의 정당
- 공화당 (브라질) - 중도우파 자유보수주의 정당
- 브라질 노동당 - 중도우파 협동조합주의 정당
- 브라질 공산당 - 좌익 공산주의

## 같이 보기
- 정당 목록